# Arcade Flight Simulator
Arcade Flight Simulator è un videogioco pubblicato nel 1989 per Commodore 64, ZX Spectrum e Amstrad CPC. Ambientato nelle due Guerre mondiali e in un'ipotetica terza in epoca contemporanea, è uno sparatutto tra aerei in terza persona che ha poco a che vedere con la parola "simulatore" presente nel titolo. Uscì direttamente in edizione economica, con valutazioni della critica tra il mediocre e il discreto.

## Modalità di gioco
Il gioco in singolo è composto da tre livelli corrispondenti alle tre guerre mondiali, ambientati rispettivamente in Germania, sul Pacifico e in Africa orientale. In ciascun livello il giocatore controlla un aereo tipico dell'epoca, ma la meccanica del gioco resta la stessa. La visuale è dall'alto su un paesaggio a scorrimento libero in una direzione (orizzontale su Commodore 64, verticale sugli altri) e ciclico in entrambe (se si esce da un'estremità dell'area ci si ritrova in quella opposta). L'aereo può ruotare in tutte le direzioni e cambiare quota; più è alta la quota, più appare grande e veloce rispetto allo schermo. A bassa quota è possibile anche schiantarsi contro ostacoli. L'obiettivo è sparare a tutti gli aerei nemici, simili a quello del giocatore, e infine prelevare una bomba e sganciarla su un bersaglio di terra. Munizioni e carburante sono limitati e ricaricabili passando a bassa quota nelle apposite aree.
La modalità a due giocatori è un duello uno contro uno in uno scenario a scelta tra le tre guerre mondiali, con paesaggi simili a quelli in giocatore singolo, ma in un'area molto più piccola, a schermata fissa.